# ژرژ رناونت
ژرژ رناونت (فرانسوی: Georges Renavent‎؛ ۲۳ آوریل ۱۸۹۴ – ۲ ژانویهٔ ۱۹۶۹) یک هنرپیشه اهل فرانسه بود.
از فیلم‌ها یا برنامه‌های تلویزیونی که وی در آن نقش داشته است می‌توان به کازابلانکا، غریبه‌ها در قطار، آنا کارنینا، جزبل، دروغ بزرگ، رفیق ایکس، پیرامون اسارت بشری، خانه روتشیلت، اکنون، ای مسافر، کاپیتان بلاد، سوئز، لویدز لندن، ملکه کریستینا، آن خانم همیلتون، سه تفنگدار، سیر در عرش، مولن‌روژ اشاره کرد.